# Šimon Macháň
Šimon Macháň (* 27. únor 1991, Náchod) je bývalý český hokejový útočník. Od dorostenecké kategorie hrál za Hradec Králové, za jehož prvoligový seniorský tým odehrál mezi lety 2009–2013 106 utkání základní části. V ročníku 2010/2011 odehrál několik zápasů na hostování v druholigovém HC Trutnov. Po přesunu extraligového Mountfieldu do Hradce Králové z klubu odešel. V letech 2013–2020 hrál za HC Náchod v krajské lize, několik sezón zde byl kapitánem. Během studia na Univerzitě Hradec Králové hrál také za tamní hokejový výběr.

## Kluby podle sezon
- 2006/2007 HC VČE Hradec Králové (U18)
- 2007/2008 HC VCES Hradec Králové (U18)
- 2008/2009 HC VCES Hradec Králové (U20)
- 2009/2010 HC VCES Hradec Králové (U20), (1. liga)
- 2010/2011 HC VCES Hradec Králové (U20), (1. liga), HC Trutnov (2. liga)
- 2011/2012 HC VCES Hradec Králové (U20), (1. liga)
- 2012/2013 Královští lvi Hradec Králové (1. liga)
- 2013/2014–2019/2020 HC Náchod (4. liga)